# Dusona cariniscutis
Dusona cariniscutis là một loài tò vò trong họ Ichneumonidae.